# S-Bahn de Berlín
El S-Bahn de Berlín es un sistema de transporte urbano operado por S-Bahn Berlin GmbH, una subsidiaria de Deutsche Bahn. El S-Bahn (tren metropolitano y suburbano) de Berlín (Alemania) consiste en 15 líneas que se integran con el U-Bahn (metro subterráneo) para formar el corazón de la rápida red de transporte de Berlín. Aunque los S- y U-Bahn forman parte de un sistema unificado de tarifas, tienen diferentes operadores, pues el U-Bahn es administrado por Berliner Verkehrsbetriebe (la principal compañía de transporte público de la ciudad).
Sus rutas se organizan en tres líneas principales: una línea elevada central que corre de este a oeste (Stadtbahn), una línea subterránea central que corre de norte a sur (die Nord-Süd Bahn), y una línea elevada circular (Ringbahn). Geográficamente, el Ringbahn toma la forma de la cabeza de un perro y es por ello llamada Hundekopf coloquialmente por los berlineses. Fuera del Ringbahn, las rutas suburbanas radian en todas direcciones.

## Rutas actuales
Hoy en día hay 16 líneas. En general, el primer dígito del número de una ruta designa la ruta principal o grupo de rutas. Así, S25 es una variación de la S2, mientras que S41, S42, S45, S46, y S47 son rutas del Ringbahn que comparten las vías y la explanación. Una particularidad del S-Bahn de Berlín es su sistema de numeración de líneas flexible: a menudo cambian los números que identifican a las líneas. Identificadores usados en el pasado pero no actualmente son S10, S19, S21, S26, S4, S6 y S86.
Más o menos en todas las líneas los trenes funcionan con una periodicidad de 20 minutos excepto en horas punta (10 minutos) o entre la una a las 4 de la mañana (30 minutos dependiendo de la línea y el día de la semana).
| Línea | Estaciones principales                                                   | Paradas | Recorrido                                                                                              | Periodicidad |
| ----- | ------------------------------------------------------------------------ | ------- | --- | --- |
|       | Wannsee – Frohnau – Oranienburg                                          | 35      | Wannseebahn, Nord-Süd-Tunnel, Nordbahn                                                                 | 10 min (Wannsee–Frohnau) 20 min (Frohnau–Oranienburg)                                                                                       |
|       | Blankenfelde (Kr. Teltow-Fläming) – Lichtenrade – Buch – Bernau          | 28      | Dresdener Bahn, Nord-Süd-Tunnel, Stettiner Bahn                                                        | 20 min (Blankenfelde–Lichtenrade) 10 min (Lichtenrade–Buch) 20 min (Buch–Bernau)                                                            |
|       | Teltow Stadt – Lichterfelde Süd – Potsdamer Platz – Hennigsdorf          | 27      | Anhalter Bahn, Nord-Süd-Tunnel, Kremmener Bahn                                                         | 20 min (Teltow Stadt–Lichterfelde Süd) 10 min (Lichterfelde Süd–Potsdamer Pl.) 20 min (Potsdamer Pl.–Hennigsdorf)                           |
|       | Teltow Stadt – Lichterfelde Süd – Potsdamer Platz – Waidmannslust        | 23      | Anhalter Bahn, Nord-Süd-Tunnel, Nordbahn                                                               | |
|       | Spandau – Ostbahnhof – Friedrichshagen – Erkner                          | 30      | Schlesische Bahn, Spandauer Vorortbahn                                                                 | 10 min (Ostbahnhof–Friedrichshagen) 20 min (Spandau–Erkner)                                                                                 |
|       | Gesundbrunnen – Ostkreuz – Südkreuz – Westkreuz – Gesundbrunnen          | 28      | Ringbahn (en sentido horario)                                                                          | 10 min |
|       | Gesundbrunnen – Westkreuz – Südkreuz – Ostkreuz – Gesundbrunnen          | 28      | Ringbahn (en sentido antihorario)                                                                      | 10 min |
|       | Flughafen BER - Terminal 1-2 – Südkreuz                                  | 10      | Güteraußenring, Görlitzer Bahn, Verbindungsbahn Baumschulenweg–Neukölln, Ringbahn                      | 20 min |
|       | Königs Wusterhausen – Westend                                            | 23      | Görlitzer Bahn, Verbindungsbahn Baumschulenweg–Neukölln, Ringbahn                                      | 20 min |
|       | Spindlersfeld – Hermannstraße                                            | 12      | Zweigbahn Schöneweide–Spindlersfeld, Görlitzer Bahn, Verbindungsbahn Baumschulenweg–Neukölln, Ringbahn | 20 min (Spindlersfeld–Südkreuz) einzelne Züge (Südkreuz–Bundesplatz)                                                                        |
|       | Westkreuz – Warschauer Straße – Mahlsdorf – Strausberg – Strausberg Nord | 30      | Stadtbahn, Ostbahn, Bahnstrecke Strausberg–Strausberg Nord                                             | 10 min (Westkreuz–Warschauer Straße) 10 min (Warschauer Straße–Mahlsdorf) 20 min (Mahlsdorf–Strausberg) 40 min (Strausberg–Strausberg Nord) |
|       | Potsdam Hauptbahnhof – Ahrensfelde                                       | 29      | Wetzlarer Bahn, Stadtbahn, Wriezener Bahn                                                              | 10 min |
|       | Warschauer Straße – Wartenberg                                           | 30      | Stadtbahn, Außenring                                                                                   | 20 min (Warschauer Str.–Wartenberg) |
|       | (Zeuthen –) Grünau – Birkenwerde                                         | 24      | Görlitzer Bahn, Ringbahn, Stettiner Bahn, Außenring                                                    | 20 min (Zeuthen–Grünau, sólo hora punta) 20 min (Grünau–Birkenwerder)                                                                       |
|       | Grünau – Schöneweide – Pankow                                            | 20      | Görlitzer Bahn, Ringbahn, Stettiner Bahn                                                               | 20 min (Grünau–Pankow) |
|       | Flughafen BER - Terminal 1-2 – Spandau                                   | 29      | Güteraußenring, Görlitzer Bahn, Stadtbahn, Spandauer Vorortbahn                                        | 20 min |

(correcto al 9 de octubre de 2022)

## Historia

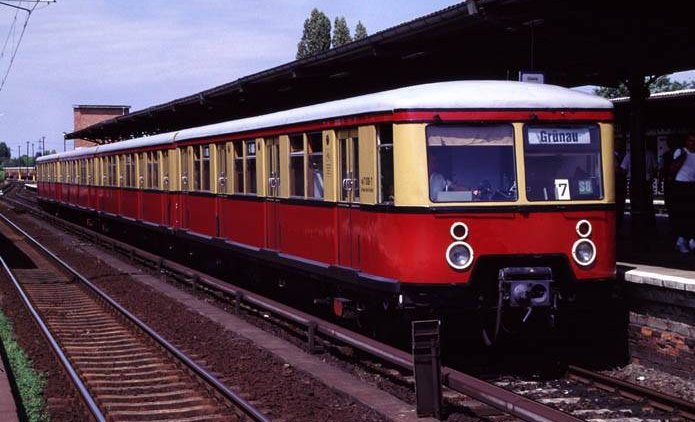
Unidades serie 477 construidas antes de la Segunda Guerra Mundial, que continuaron prestando servicio hasta principios del.

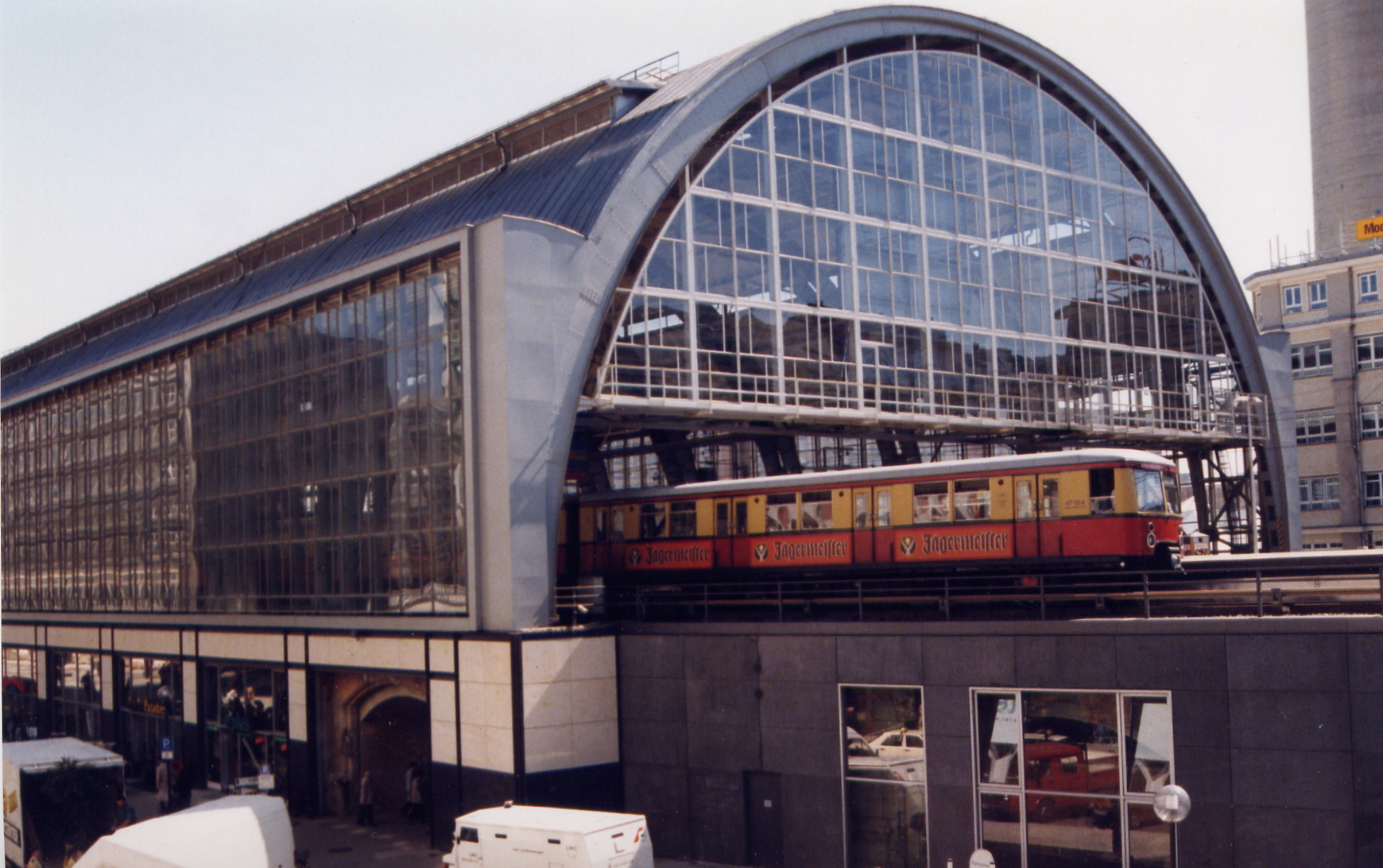
Estación de Alexanderplatz, un nudo de transporte importante en Berlín este.

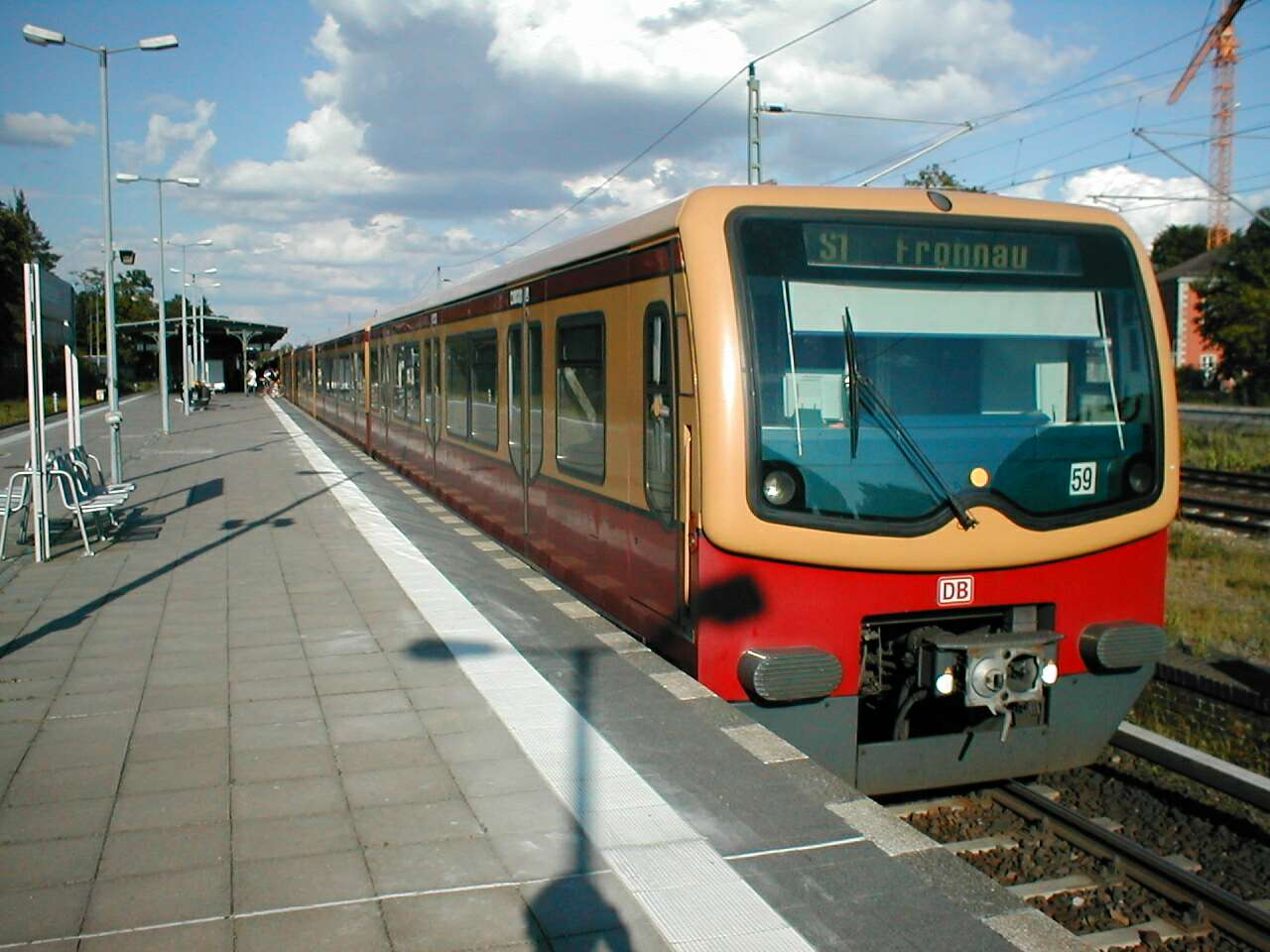
Un vagón moderno del S-Bahn en Griebnitzsee.

El S-Bahn, inaugurado en 1924, fue construido después de que la red de vías subterráneas que llegaban a Berlín fuera renovada al cambiar el sistema de tracción a vapor por modernos automotores eléctricos. La nueva red fue construida casi en su totalidad en superficie pero con algunos tramos en túnel. El proyecto surgió de la idea de unir dos líneas que llegaban al centro de la ciudad por el norte y el sur. Este túnel, después conocido como Nord Süd Bahn, fue un proyecto que prestigió a la Alemania Nazi por haberse construido durante su gobierno. La parte que conectó el ramal norte con Unter den Linden se terminó a tiempo para los Juegos Olímpicos de 1936. La segunda sección, que discurre a través de la Potsdamer Platz, se abrió al mes siguiente de comenzada la Segunda Guerra Mundial: en octubre de 1939.
Muchas secciones del S-Bahn se cerraron durante la guerra debido a la acción enemiga. El servicio a través del túnel no se reinició hasta 1947.
Cuando la relación entre el Berlín Este y el Berlín Oeste se empezó a deteriorar con la llegada de la Guerra Fría, el S-Bahn volvió a ser víctima de hostilidades. Aunque todos los servicios continuaron operativos, quedando bajo control de la Deutsche Reichsbahn de la RDA, se construyeron aduanas en las estaciones frontera con el Este, haciéndose incluso controles a bordo de los trenes. El 13 de agosto de 1961 se cerró físicamente el paso hacia la Alemania del Este por lo que posteriormente se conoció como el Muro de Berlín.
En algunas estaciones, los pasajeros del oeste podían moverse libremente entre las líneas S-Bahn y U-Bahn, como si estuvieran en un aeropuerto internacional. Sin embargo, los empleados federales del Este tenían prohibido utilizar los trenes S-Bahn del Oeste, dado que eran administrados por la Alemania Occidental. De la misma manera, los trenes no hacían parada en las estaciones subterráneas que estuvieran dentro del territorio del Este, convirtiéndose en "estaciones fantasma". Por el contrario, durante el mismo periodo, se aumentaron los servicios del S-Bahn en Berlín del Este y se construyeron nuevas líneas cuando los proyectos habitacionales se empezaron a expandir hacia el oriente. Siendo que la mayoría de las estaciones del U-Bahn se encontraban en Berlín del Oeste, el S-Bahn se convirtió en el centro del transporte en el Berlín Oriental.
El 9 de enero de 1984, la empresa municipal de transportes de Berlín BVG se hizo cargo de la gestión de los servicios S-Bahn en el Berlín Occidental. Se restauró un servicio limitado, con una línea que funcionaba sobre el Stadtbahn y dos sobre el Nord-Süd-Bahn. Después de la caída del Muro y la reunificación, se puso mucho esfuerzo en reconstruir la red S-Bahn. Sus líneas en ambas mitades de la ciudad se pusieron nuevamente bajo el control de la red federal de ferrocarriles alemanes Deutsche Bundesbahn (DB). El Ringbahn fue abierto totalmente en 2002.

### Historia de la numeración de las rutas
Hasta 1984, todas las rutas del S-Bahn se denominaban con letras para identificar la línea del tren. Después de estas letras se ponía un número romano para indicar un ramal de la línea principal (por ejemplo, A, BI, BII, C) y todavía se utilizan internamente en la oficina del S-Bahn a efectos de itinerarios y comunicación con los trenes. Cuando la BVG asumió el funcionamiento de los servicios S-Bahn en el Berlín Occidental en 1984, introdujo un nuevo esquema de numeración unificado para S-Bahn y U-Bahn. A las denominaciones de las líneas U-Bahn existentes se les agregó la letra U, mientras que a las nuevas líneas de S-Bahn se les antepuso la letra S. Este sistema de denominación para las líneas fue adoptado por todas las demás ciudades de la Alemania Occidental y se extendió al sistema S-Bahn del resto de la ciudad después de la reunificación.